# تیری آربوگاس
تیری آربوگاس (فرانسوی: Thierry Arbogast‎؛ زادهٔ ۱۹۵۷ میلادی) فیلم‌بردار اهل کشور فرانسه است. وی از سال ۱۹۷۶ میلادی تاکنون مشغول فعالیت بوده‌است و حدود سه دهه تجربهٔ فیلمبرداری دارد. بیشتر شهرت این فیلمبردار به علت همکاری هاش با کارگردانی به نام لوک بسون است.

## گزیده فیلمشناسی
- دختری به نام نیکیتا (۱۹۹۰)
- فصل دلخواه من (۱۹۹۳)
- لئون حرفه‌ای (۱۹۹۴)
- سوارکار روی بام (۱۹۹۵)
- تمسخر (۱۹۹۶)
- آپارتمان (۱۹۹۶)
- عنصر پنجم (۱۹۹۷)
- اون خیلی دوست‌داشتنیه (۱۹۹۷)
- گربه سیاه، گربه سفید (۱۹۹۸)
- فرمانده پرواز (۱۹۹۹)
- پیام‌آور: داستان ژان دارک (۱۹۹۹)
- زن در بالا (۲۰۰۰)
- رودخانه‌های سرخ (۲۰۰۰)
- بوسه اژدها (۲۰۰۱)
- زن اغواگر (۲۰۰۲)
- سفر به‌خیر (۲۰۰۳)
- زن گربه‌ای (۲۰۰۴)
- آنجل-آ (۲۰۰۵)
- باندیداس (۲۰۰۶)
- آرتور و نامرئی‌ها (۲۰۰۸)
- آستریکس در بازی‌های المپیک (۲۰۰۸)
- بابلیون ای.دی (۲۰۰۸)
- باغ‌وحش انسانی (۲۰۰۹)
- آرتور و انتقام مالتازارد (۲۰۰۹)
- قلب‌شکن (۲۰۱۰)
- ماجراهای شگفت‌انگیز آدل بلان-سک (۲۰۱۰)
- آرتور ۳: جنگ دو جهان (۲۰۱۰)
- بانو (۲۰۱۱)
- جدا نشدنی (۲۰۱۱)
- سنگ صبور (۲۰۱۲)
- خانواده (۲۰۱۳)
- ۳ روز تا کشتن (۲۰۱۴)
- لوسی (۲۰۱۴)
- لولو (۲۰۱۵)
- والرین و شهر هزار سیاره (۲۰۱۷)
- میراث خون سرد (۲۰۱۹)
- آنا (۲۰۱۹)
- آخرین مزدور (۲۰۲۱)
- کمین (۲۰۲۱)
- آزاد (۲۰۲۳)
- قناری سیاه (۲۰۲۴)
- باغبان (۲۰۲۵)